# Primer Ministre de Tanzània

Escut de Tanzània.

El primer ministre és el cap de govern de Tanzània. Entre les seves tasques figura nomenar als altres ministres del govern.
En aquesta llista s'inclouen, a més dels primers ministres de Tanzània des del 1972 fins avui, els caps de govern dels dos estats que en unir-se van conformar Tanzania: Tanganyika i Zanzíbar.

## Cap de govern de Tanganyika abans de la independència
| Nom            | Imatge         | Inici del govern      | Fi del govern     |
| -------------- | -------------- | --------------------- | ----------------- |
| Julius Nyerere | Julius Nyerere | 2 de setembre de 1960 | 1 de maig de 1961 |

## Cap de govern de Zanzíbar
| Nom                           | Imatge | Inici del govern     | Fi del govern      |
| ----------------------------- | ------ | -------------------- | ------------------ |
| Geoffrey Charles Lawrence     |        | 23 de febrer de 1961 | 5 de juny de 1961  |
| Sheikh Muhammad Shamte Hamadi |        | 5 de juny de 1961    | 24 de juny de 1963 |

## Primers ministres de Tanganyika (1961-1962)
| Nom            | Imatge         | Inici del govern    | Fi del govern         |
| -------------- | -------------- | ------------------- | --------------------- |
| Julius Nyerere | Julius Nyerere | 1 de maig de 1961   | 22 de gener de 1962   |
| Rashidi Kawawa | Sense imatge   | 22 de gener de 1962 | 9 de desembre de 1962 |

Entre el 9 de desembre de 1962 i el 17 de febrer de 1972 el càrrec de Primer Ministre va ser abolit.

## Primers ministres de Zanzíbar
| Nom                           | Imatge | Inici del govern    | Fi del govern       |
| ----------------------------- | ------ | ------------------- | ------------------- |
| Sheikh Muhammad Shamte Hamadi |        | 24 de juny de 1963  | 12 de gener de 1964 |
| Abdullah Kassim Hanga         |        | 12 de gener de 1964 | 27 d'abril de 1964  |

## Primers ministres de Tanzània (1972 - actualitat)
| Nom                         | Imatge           | Inici del govern       | Fi del govern          |
| --------------------------- | ---------------- | ---------------------- | ---------------------- |
| Rashidi Kawawa              | Sense imatge     | 17 de febrer de 1972   | 13 de febrer de 1977   |
| Edward Sokoine              | Sense imatge     | 13 de febrer de 1977   | 7 de novembre de 1980  |
| Cleopa David Msuya          | Sense imatge     | 7 de novembre de 1980  | 24 de febrer de 1983   |
| Edward Sokoine              | Sense imatge     | 24 de febrer de 1983   | 12 d'abril de 1984     |
| Salim Ahmed Salim           | Sense imatge     | 24 d'abril de 1984     | 5 de novembre de 1985  |
| Joseph Sinde Warioba        | Sense imatge     | 5 de novembre de 1985  | 9 de novembre de 1990  |
| John Samuel Malecela        | Sense imatge     | 9 de novembre de 1990  | 7 de desembre de 1994  |
| Cleopa David Msuya          | Sense imatge     | 7 de desembre de 1994  | 28 de novembre de 1995 |
| Frederick Sumaye            | Frederick Sumaye | 28 de novembre de 1995 | 30 de desembre de 2005 |
| Edward Ngoyai Lowassa       | Sense imatge     | 30 de desembre de 2005 | 9 de febrer de 2008    |
| Mizengo Kayanza Peter Pinda | Sense imatge     | 9 de febrer de 2008    | actualitat             |